# The Perks of Being a Wallflower (película)
The Perks of Being a Wallflower (Las ventajas de ser un marginado, en España; Las ventajas de ser invisible, en Hispanoamérica) es una película de 2012 basada en la novela homónima publicada en 1999. Está protagonizada por Logan Lerman, Emma Watson y Ezra Miller. Está adaptada y dirigida por Stephen Chbosky, autor del libro.
La filmación comenzó el 9 de mayo de 2011, en Pittsburgh, Pensilvania y se estrenó el 21 de septiembre de 2012 en Estados Unidos.

## Argumento
Charlie es un estudiante del primer año de preparatoria. Se describe como introvertido y con problemas para entablar lazos sociales. El primer día de clases luce nervioso y preocupado por hacer amigos; al final del día solo se ha hecho amigo de su profesor de literatura, el Sr. Anderson.   
Charlie asiste a una clase de taller en la cual conoce a Patrick, un carismático estudiante de último año, que busca hacer reir a la clase; al final del día, se arma de valor y empieza a conversar con él, y con su hermanastra, Sam, por quien siente un flechazo instantáneo. Desde ese mismo día se vuelven amigos. 
Con el paso de los días, lo presentan a sus demás amigos y lo hacen formar parte de su grupo de "inadaptados", sobre todo, luego de enterarse de que el mejor y único amigo de Charlie se había suicidado el año anterior. Charlie empieza a sentirse cómodo y confiado con sus nuevos amigos con quienes descubre un mundo nuevo, lleno de música, teatro y momentos inolvidables.
En Navidad, el grupo organiza un Amigo invisible. A pesar de que Sam no era el Amigo invisible de Charlie, ella le regala una máquina de escribir, en agradecimiento por ayudarla con sus exámenes. Ellos comienzan a hablar sobre sus relaciones: Charlie le confiesa que no ha tenido novia ni ha besado a una chica. Ella también confiesa que su primer beso fue cuando tenía 11 años con el jefe de su padre. Sam después le dice a él que quiere que el primer beso de Charlie sea de alguien que lo ama y ella besa a Charlie, a pesar de estar saliendo con otra persona en ese momento.
Sam, Patrick y el resto de sus amigos son parte de The Rocky Horror Picture Show en un teatro. Sam hace de Janet y Patrick de Dr. Frank-N-Furter. Con el tiempo, Charlie forma parte del elenco cuando el novio de Sam, Craig, no puede. Una noche, Charlie reemplaza al novio de Sam, y tiene que mirar a Sam en ropa interior y tocar sus senos. Un tiempo después, Mary Elizabeth lo invita a un baile de la escuela y Charlie acepta. Después del baile, Mary Elizabeth lleva a Charlie a su casa, se besan y ella declara lo contenta que está con él como su novio. Como no quería herir sus sentimientos, Charlie sigue siendo de mala gana su novio.
Mary Elizabeth domina la relación, y Charlie crece irritado por ella. En una fiesta, se separan durante un juego de Verdad o Reto cuando Charlie, sin pensar, besa a Sam después de haber sido retado a besar a la chica más linda de la habitación, y una precipitación se produce. Charlie vuelve al aislamiento y la soledad después de que Patrick le dice que se aleje mientras las cosas se calman. Durante el aislamiento de sus amigos, Charlie tiene recuerdos de la muerte de su tía Helen, que murió en un accidente de coche en su séptimo cumpleaños.
Más tarde, Patrick rompe con su novio Brad, un atleta popular que se encuentra en el armario, después que su estricto padre los encontró juntos y comenzó a golpear a su hijo. En la cafetería de la escuela, Brad le dice a Patrick que es un "maricón". Él se enfurece y ataca a Brad, pero sus amigos lo defienden y lo golpean hasta que Charlie interviene. Él se desmaya, y al despertarse, ve que sus nudillos están con moretones, los amigos de Brad en el suelo y todos los estudiantes mirando a Charlie como un raro. Después de esto, Sam, Patrick, y el resto del grupo se reconcilia con Charlie, volviendo a ser amigos; Mary Elizabeth superó la ruptura con él.
Sam termina con Craig, después de enterarse de que él la ha estado engañando todo el tiempo. Ella recibe su carta de aceptación para la Universidad de Pensilvania, diciendo que debe partir inmediatamente para un programa de verano de integración. La noche antes que ella parta, Sam lleva a Charlie a su habitación, donde le pregunta por qué nunca la invitó a salir, y después de varias confesiones sinceras entre sí, se besan. Cuando ella lo comienza a tocar sexualmente en la pierna, Charlie se retira brevemente. En la mañana, Charlie se despide mientras Sam y Patrick salen para la universidad, dejándolo emocionalmente sacudido y solo de nuevo.
Charlie se va a su casa vacía, con recuerdos severos y tristes de su tía Helen y su muerte. Él llama a su hermana, Candace (Nina Dobrev), donde se culpa por la muerte de su tía Helen, porque murió llevándole su regalo de cumpleaños. Ella cree que se quiere suicidar, entonces le dice a una amiga suya que llame a la policía. Charlie está en la cocina mirando a un largo cuchillo, y se desmaya cuando la policía llega, rompiendo la puerta. Él despierta en un hospital. Le cuenta a la doctora que su tía a veces estaba loca, por eso es que tiene esas visiones. La doctora le cuenta a sus padres que Charlie era abusado sexualmente por su tía cuando era pequeño y que ha reprimido los recuerdos, porque él la quería.
Charlie se mete en terapia, se recupera y regresa a su casa, donde es visitado por Sam y Patrick. Los tres van a un restaurante y Sam explica cómo es la vida en la universidad, y cómo ella encontró "La Canción del Túnel" que Charlie estaba buscando. Los tres visitan el mismo túnel; Charlie besa a Sam y esta vez él se pone de pie en la parte trasera mientras van conduciendo en la camioneta escuchando "La canción del Túnel", que no es otra que "Heroes" de David Bowie.

## Reparto
- Logan Lerman - Charlie Kelmeckis.
- Emma Watson - Sam.
- Ezra Miller - Patrick.
- Kate Walsh - Madre de Charlie.
- Dylan McDermott - Padre de Charlie.
- Nina Dobrev - Candace Kelmeckis.
- Zane Holtz - Chris Kelmeckis.
- Melanie Lynskey - Tía Helen.
- Paul Rudd - Profesor Bill Anderson.
- Tom Savini - Profesor Callahan.
- Mae Whitman - Mary Elizabeth.
- Erin Wilhelmi - Alice.
- Reece Thompson - Craig.
- Adam Hagenbuch - Bob.
- Nicholas Braun - Derek "el coleta".
- Landon Pigg - Peter.
- Johnny Simmons - Brad.
- Joan Cusack - Doctora Burton.

## Producción

### Desarrollo
Mr. Mudd Productions (los productores de Juno) trataron de contratar a Stephen Chbosky —autor de la novela— para la adaptación de la película. Los productores luego contrataron a Chbosky para escribir un guion adaptado y para dirigir el proyecto.
En mayo de 2010, se informó que los actores Logan Lerman y Emma Watson estaban en negociaciones para participar en la película. En enero de 2011, se adquirieron los derechos de distribución para producir la película. En febrero del mismo año, Lerman y Watson fueron confirmados como Charlie y Sam. Ese mismo mes, los productores buscaron un comprador para la película en el mercado del Cine Europeo (celebrado simultáneamente con el Festival Internacional de Cine de Berlín).
En abril de 2011, la actriz Mae Whitman firmó para el papel de Mary-Elizabeth, mientras que Nina Dobrev, protagonista de The Vampire Diaries fue elegida para interpretar a Candace y Paul Rudd fue elegido como Bill ese mismo mes.
El 9 de mayo de 2011, Kate Walsh anunció, a través de su Twitter, que fue elegida en la película como la madre de Charlie.

### Filmación
La película se filmó en el área metropolitana de Pittsburgh, desde el 9 de mayo hasta el 29 de junio de 2011. El rodaje inicial dio lugar en South Hill y Upper St. Clair, también se rodó en la escuela secundaria Peters Township. Las escenas de los personajes en el teatro viendo The Rocky Horror Picture Show fueron filmadas en The Hollywood Theater en Dormont, esta escena se debe a que Stephen Chbosky había visto esa película en dicho teatro cuando era más joven.

## Banda sonora
| The Perks of Being a Wallflower (Original Motion Picture Soundtrack) |                               |                        |          |  |
| N.º                                                                  | Título                        | Intérprete(s)          | Duración |  |
| 1.                                                                   | «Could It Be Another Change?» | The Samples            | 3:27     |  |
| 2.                                                                   | «Love Him»                    | Perfect                | 5:08     |  |
| 3.                                                                   | «Come On Eileen»              | Dexys Midnight Runners | 4:12     |  |
| 4.                                                                   | «Tugboat»                     | Galaxie 500            | 3:54     |  |
| 5.                                                                   | «Temptation»                  | New Order              | 5:22     |  |
| 6.                                                                   | «Evensong»                    | The Innocence Mission  | 3:40     |  |
| 7.                                                                   | «Asleep»                      | The Smiths             | 4:10     |  |
| 8.                                                                   | «Low»                         | Cracker                | 4:34     |  |
| 9.                                                                   | «Teenage Riot»                | Sonic Youth            | 6:57     |  |
| 10.                                                                  | «Dear God»                    | XTC                    | 3:36     |  |
| 11.                                                                  | «Pearly-Dewdrops' Drops»      | Cocteau Twins          | 4:10     |  |
| 12.                                                                  | «Charlie's Last Letter»       | Michael Brook          | 1:48     |  |
| 13.                                                                  | «Heroes»                      | David Bowie            | 6:08     |  |
| 14.                                                                  | «Don't Dream It's Over»       | Crowded House          | 3:56     |  |
| 51:58                                                                |                               |                        |          |  |

| The Perks of Being a Wallflower (Original Motion Picture Score) |                        |               |          |  |
| N.º                                                             | Título                 | Compositor    | Duración |  |
| 1.                                                              | «First Day»            | Michael Brook | 2:32     |  |
| 2.                                                              | «Home Again»           | Michael Brook | 1:40     |  |
| 3.                                                              | «Charlie Speaks»       | Michael Brook | 2:03     |  |
| 4.                                                              | «Candace»              | Michael Brook | 1:46     |  |
| 5.                                                              | «Charlie's Gifts»      | Michael Brook | 0:55     |  |
| 6.                                                              | «Kiss Breakdown»       | Michael Brook | 5:12     |  |
| 7.                                                              | «Acid»                 | Michael Brook | 3:12     |  |
| 8.                                                              | «Charlie's First Kiss» | Michael Brook | 3:34     |  |
| 9.                                                              | «Shard»                | Michael Brook | 2:47     |  |
| 23:41                                                           |                        |               |          |  |

## Recepción
Generalmente la película obtuvo críticas positivas, Rotten tomatoes le dio un porcentaje de 86% en una escala de 7.4/10.

### Recaudación
El 21 de septiembre de 2012, The Perks of Being a Wallflower recibió un lanzamiento limitado en cuatro salas de cine en los Estados Unidos y recaudó 228 359 dólares en su fin de semana de apertura, promediando 57 089 dólares por cada sala de cine. Para febrero de 2013, la película recaudó $17 742 948 en América del Norte y $11 161 202 en otros países, para un total de $28 904 150 en todo el mundo.

## Premios y nominaciones
| Año  | Premio                             | Categoría                          | Receptor                  | Resultado |
| ---- | ---------------------------------- | ---------------------------------- | ------------------------- | --------- |
| 2012 | Premios Independent Spirit         | Mejor ópera prima                  | Mejor ópera prima         | Ganadora  |
| 2012 | National Board of Review           | Mejores películas del año          | Mejores películas del año |           |
| 2012 | Broadcast Film Critics Association | Mejor intérprete joven             | Logan Lerman              | Nominados |
| 2012 | Broadcast Film Critics Association | Mejor guion adaptado               | Stephen Chbosky           |           |
| 2012 | Asociación de Críticos de Boston   | Mejor actor de reparto             | Ezra Miller               | Ganador   |
| 2012 | Asociación de Críticos de Boston   | Mejor actriz de reparto            | Emma Watson               |           |
| 2013 | Teen Choice Awards                 | Mejor película drama               | Mejor película drama      | Ganadores |
| 2013 | Teen Choice Awards                 | Mejor actor en una película drama  | Logan Lerman              |           |
| 2013 | Teen Choice Awards                 | Mejor actriz en una película drama | Emma Watson               |           |